# Equisetum arvense
L'equiseto dei campi (Equisetum arvense L., 1753) è una pianta erbacea perenne appartenente alla famiglia Equisetaceae.

## Sistematica

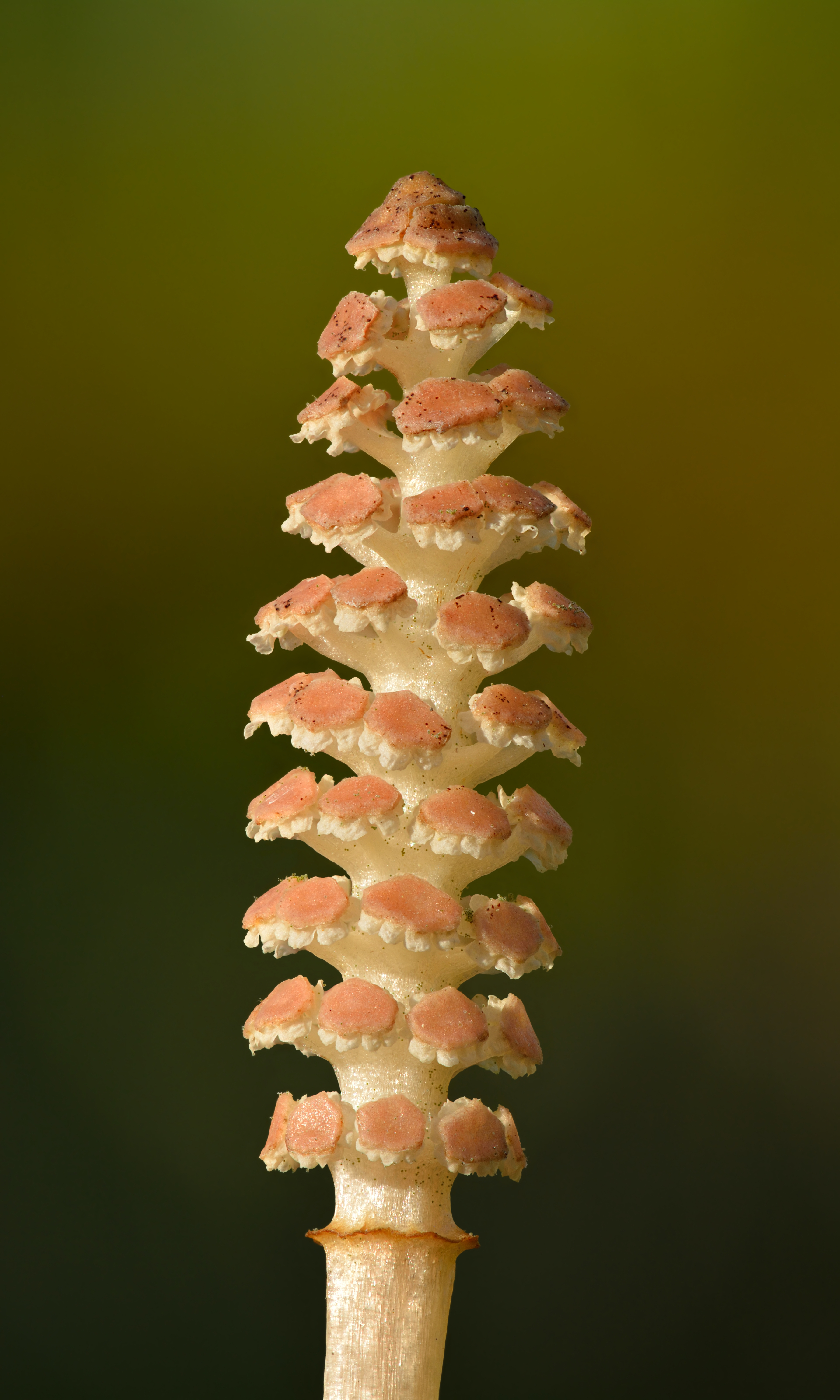
Strobilo

Appartiene alla grande divisione delle Pteridophyte, gruppo di piante più primitive rispetto alle Angiosperme, senza organi sessuali distinti, che si propagano e riproducono per mezzo di spore. La famiglia di appartenenza (Equisetaceae) comprende il solo genere Equisetum con circa 20 o 30 specie (a seconda dei vari Autori) delle quali una decina appartengono alla nostra flora spontanea.
Il genere è diviso in due sezioni: Hippochaete e Euequisetum. La pianta di questa scheda appartiene alla seconda sezione cui appartengono specie di luoghi temperati, con stomi superficiali e parti aeree che durante l'inverno si disseccano completamente.

### Variabilità
Normalmente i fusti fertili sono eterotrofi (non hanno la funzione fotosintetica); in alcuni casi però si possono trovare individui con i fusti fertili provvisti di rametti verdi e quindi fotosintetici. I fusti sterili invece tendono a colorarsi diversamente secondo l'ambiente: nella zona apicale sono più arrossati in ambienti aridi, mentre se l'ambiente è umido o poco illuminato tendono ad acquistare un aspetto verdastro-gialliccio (clorosi del pigmento superficiale). Un'altra caratteristica soggetta a variabilità è il portamento che può essere eretto o prostrato con ramificazioni più o meno intense.
Sono piante con un elevato numero di diploidi: 216 (108 copie di cromosomi). Questo numero è 5 volte superiore al numero di diploidi umani (46).

Nell'elenco che segue sono indicate alcune varietà e sottospecie (l'elenco può non essere completo e alcuni nominativi sono considerati da altri autori dei sinonimi della specie principale o anche di altre specie):
- Equisetum arvense L. fo. alpestre Luerss.
- Equisetum arvense L. fo. arvense
- Equisetum arvense L. fo. atratidens Lepage (1952)
- Equisetum arvense L. fo. boreale Klinge ex Scoggan
- Equisetum arvense L. fo. campestre Klinge
- Equisetum arvense L. fo. diffusum Clute (1905)
- Equisetum arvense L. fo. nemorosum Klinge
- Equisetum arvense L. fo. pseudo-alpestre Vict. (1927)
- Equisetum arvense L. fo. pseudo-silvaticum Luerss.
- Equisetum arvense L. fo. pseudo-varium Vict. (1927)
- Equisetum arvense L. fo. ramulosum Klinge ex Scoggan (1882)
- Equisetum arvense L. fo. varium Klinge ex Fernald
- Equisetum arvense L. subsp. alpestre (Wahlenb.) Schonswetter & Elven
- Equisetum arvense L. subsp. alpestre (Wahlenb.) Arcangeli (1882)
- Equisetum arvense L. subsp. boreale Á. Löve
- Equisetum arvense L. subsp. riparium (Fries) Nyman (1884)
- Equisetum arvense L. var. alpestre Wahlenb. (1812)
- Equisetum arvense L. var. arvense
- Equisetum arvense L. var. boreale Bongard
- Equisetum arvense L. var. boreale Ledeb.
- Equisetum arvense L. var. campestre Schultz
- Equisetum arvense L. var. duffortianum Hy (1898)
- Equisetum arvense L. var. irriguum Milde (1851)
- Equisetum arvense L. var. nemorosum A. Br. in Döll (1859)
- Equisetum arvense L. var. riparium Farw.
- Equisetum arvense L. var. serotinum G.L. Mey. (1836)

### Ibridi
Nell'elenco che segue sono indicati alcuni ibridi interspecifici 
- Equisetum ×dubium Dostál (1983) – Ibrido fra Equisetum arvense e Equisetum telmateia
- Equisetum ×hybridum Huter (1908) – Ibrido fra Equisetum arvense e Equisetum variegatum
- Equisetum xlitorale Kühlewein (1845) – Equiseto litorale : ibrido fra Equisetum arvense e Equisetum fluviale. Le caratteristiche di questo ibrido sono abbastanza intermedie tra le due specie di origine. Si differenzia per la cavità centrale dei fusti molto allargata (occupa i 4/5 del diametro del fusto). Frequenta i luoghi umidi. È molto rara in quanto le spore sono generalmente abortive. È localizzata al confine con il Canton Ticino.
- Equisetum ×rothmaleri C. Page (1973) – Ibrido fra Equisetum arvense e Equisetum palustre

### Sinonimi
La specie di questa scheda ha avuto nel tempo diverse nomenclature. L'elenco che segue indica alcuni tra i sinonimi più frequenti:
- Equisetum arcticum Rupr. (1845)
- Equisetum boreale Brongn. (1831)
- Equisetum campestre C.F. Schulz (1819)
- Equisetum maximum Lam.
- Equisetum riparium Fries (1843)
- Equisetum telmateia Ehrh.
- Equisetum hymale L.

### Specie simili
- Equisetum telmateia Ehrh. - Equiseto massimo : si differenzia per i fusti fertili più grossi e per le foglie più lunghe (ricoprono l'intero internodo); mentre nei fusti sterili i rametti sono patenti.

## Etimologia
Il nome generico (Equisetum) deriva dal latino e significa “crine di cavallo”; mentre L'epiteto specifico (“arvense”) fa riferimento al suo habitat tipico: nei campi. Dobbiamo a Dioscoride Pedanio (Anazarbe in Cilicia, 40 circa - 90 circa), che fu un medico, botanico e farmacista greco antico che esercitò a Roma ai tempi dell'imperatore Nerone, una delle prime descrizioni dettagliate di questa pianta.
Il binomio scientifico attualmente accettato (Equisetum arvense) è stato proposto da Carl von Linné (Rashult, 23 maggio 1707 – Uppsala, 10 gennaio 1778) biologo e scrittore svedese, considerato il padre della moderna classificazione scientifica degli organismi viventi, nella pubblicazione Species Plantarum del 1753.

In lingua tedesca questa pianta si chiama Acker-Schachtelhalm; in francese si chiama Prêle des champs; in inglese si chiama Field Horsetail.

## Morfologia

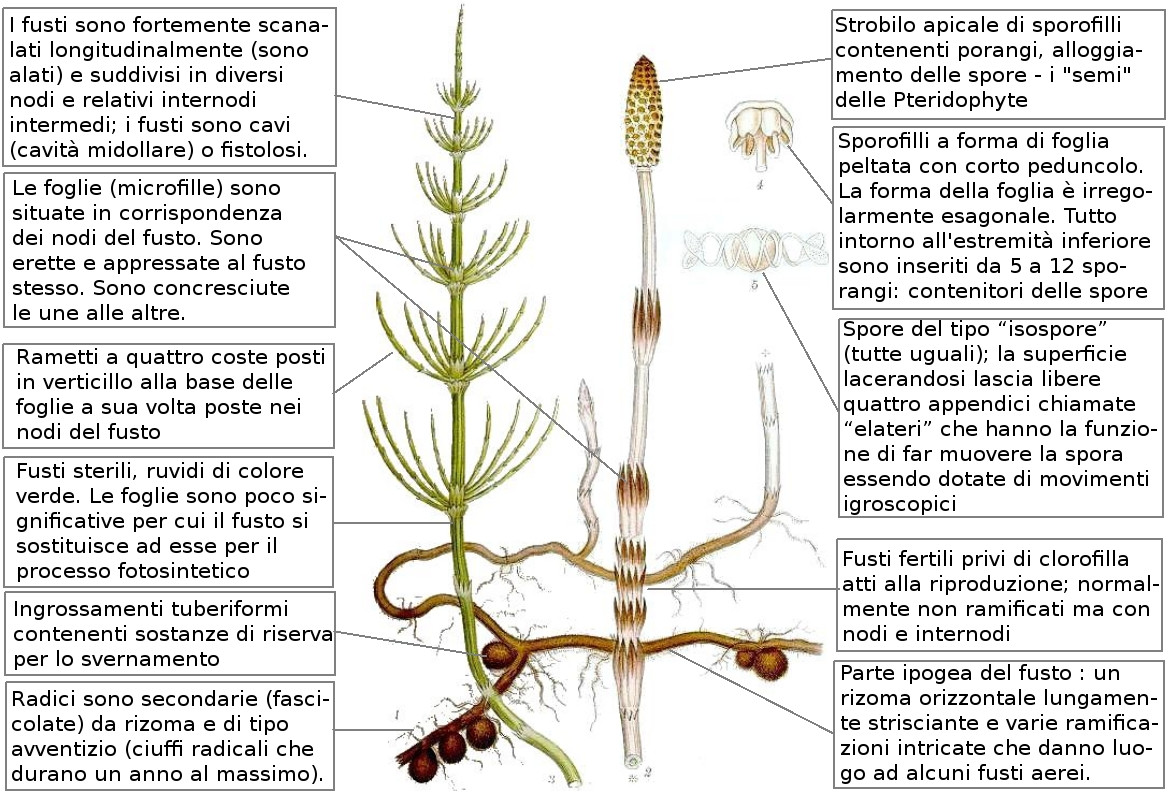
Descrizione delle parti della pianta

La forma biologica della specie è geofita rizomatosa (G rhiz), ossia sono piante perenni erbacee che portano le gemme in posizione sotterranea. Durante la stagione avversa non presentano organi aerei e le gemme si trovano in organi sotterranei detti rizomi (un fusto ipogeo dal quale, ogni anno, si dipartono radici e fusti aerei). In realtà anche durante i periodi più avversi la pianta deve continuare a vivere per cui alcuni brevi rami ipogei laterali si trasformano in tuberi rotondi contenenti sostanze di riserva per lo svernamento. Il ciclo biologico è perenne. L'altezza media varia da 10 a 60 cm (massimo 100 cm).

### Radici
Le radici sono secondarie (fascicolate) da rizoma e di tipo avventizio. Generalmente sono dei ciuffi che si diramano dai nodi del rizoma e durano un anno al massimo.

### Fusto
- Parte ipogea: la parte ipogea del fusto consiste in un rizoma orizzontale lungamente strisciante con ingrossamenti tuberiformi (vedi sopra) e varie ramificazioni a volte anche intricate che danno luogo a germogli aerei eretti e quindi ai corrispondenti fusti epigei. I germogli hanno la caratteristica di essere provvisti di una sola cellula apicale, molto grande, a forma di tetraedro (più o meno piramidale), dalla quale si generano per divisione le cellule successive per lo sviluppo del fusto adulto[3].
- Parte epigea: la parte epigea (detta anche più precisamente culmo) consiste in due tipi di fusti:

- fusti sterili, ruvidi di colore verde e quindi fotosintetici. In questi fusti le foglie sono così poco significative che il fusto si sostituisce ad esse per il processo fotosintetico  tramite degli stomi superficiali (ossia delle cellule clorofilliane che sono a contatto con l'epidermide per lunghi tratti). Questi fusti sono ramificati con una dozzina di rametti a quattro coste posti in verticilli alla base delle foglie a sua volta poste nei nodi del fusto; anche i rametti sono articolati in nodi e relativi internodi e quelli superiori sono progressivamente più brevi. I fusti raggiungono l'altezza massima di circa 60 cm;  questi secondi fusti si sviluppano solamente dopo che quelli fertili hanno assolto alla loro funzione riproduttiva;
- fusti fertili, bianchicci o bruni (a volte di colore giallastro e quindi privi di clorofilla), atti alla riproduzione; normalmente non ramificati ma con nodi e internodi con un solo strobilo apicale di sporofilli (foglia modificata che porta gli sporangi, alloggiamento delle spore - i “semi” delle Pteridophyte); anche in questo fusto ai nodi sono presenti delle foglie ma quasi mai i rami; lo strobilo termina in modo arrotondato (non mucronato).

Entrambi i fusti sono fortemente scanalati longitudinalmente (sono alati) e suddivisi in diversi nodi e relativi internodi; le striature verticali (da 6 a 19) presentano inoltre la particolarità di essere sfalsate passando per due internodi contigui. I fusti sono cavi (cavità midollare) o fistolosi, infatti all'interno è presente una sottile cavità longitudinale; questa, nel caso della specie di questa scheda, è larga almeno il doppio delle cavità laterali (in genere 2 – 5 volte quelle laterali, in tutti i casi 1/3 del diametro totale). Inoltre, sempre nell'Equistum arvense, i fusti, ma anche i rami, sono senza vistose sporgenze silicizzate. 
Diametro dei fusti : 1 – 5 mm. Altezza dei fusti fertili: 10 – 20 cm. Altezza dei fusti sterili: 20 – 50 cm. Lunghezza della spiga fertile (strobilo): 1,5 – 4 cm. Lunghezza media dell'internodo : 2 – 3 cm.

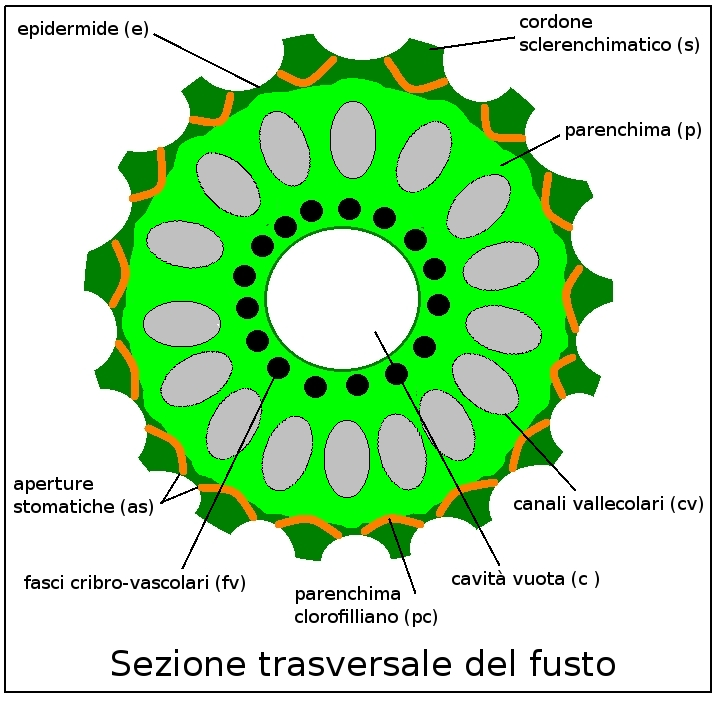

- Sezione trasversale del fusto (figura a destra) in corrispondenza di un internodo: la parte più esterna consiste in una epidermide (e) contenente diversi granuli di silice (da qui le proprietà meccaniche tipo taglio o abrasione di queste piante). In corrispondenza delle costole longitudinali del fusto il tessuto vegetale (chiamato cordone sclerenchimatico) è ulteriormente ispessito (s). Nelle “vallecole”, avvallamenti tra una costola e l'altra dove l'ispessimento è minore, è presente il parenchima clorofilliano (pc), questo solamente nei fusti sterili. In questa zona sono presenti anche gli stomi, delle aperture stomatiche (as) la cui funzione è di consentire lo scambio gassoso fra interno ed esterno del vegetale, in particolare la fuoriuscita di vapore acqueo e l'entrata di ossigeno e di anidride carbonica. Più internamente, immersi nel parenchima (p), abbiamo i canali vallecolari (cv), probabilmente la loro funzione è di facilitare la circolazione dell'aria in tutta la pianta, e i fasci cribro-vascolari (fv), altre strutture conduttrici di sostanze liquide. Al centro è presente una grande cavità vuota (c )  che nel rizoma e nei rametti laterali serve a contenere il midollo[2][3].

### Foglie

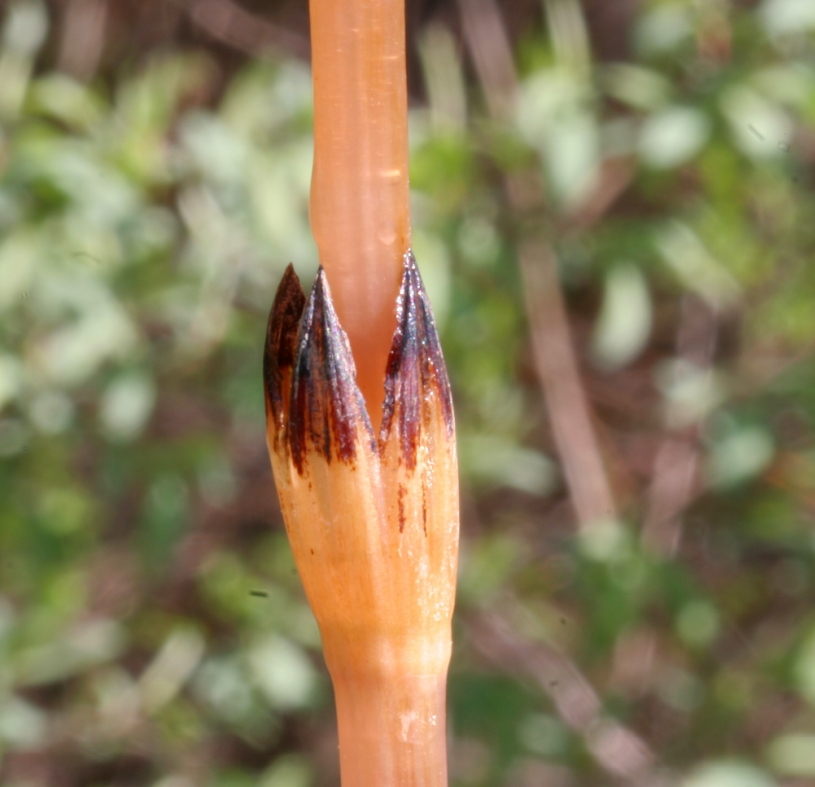
Foglie di un fusto fertile Località : Le Laste, Limana (BL), 661 m s.l.m. - 22/04/2009
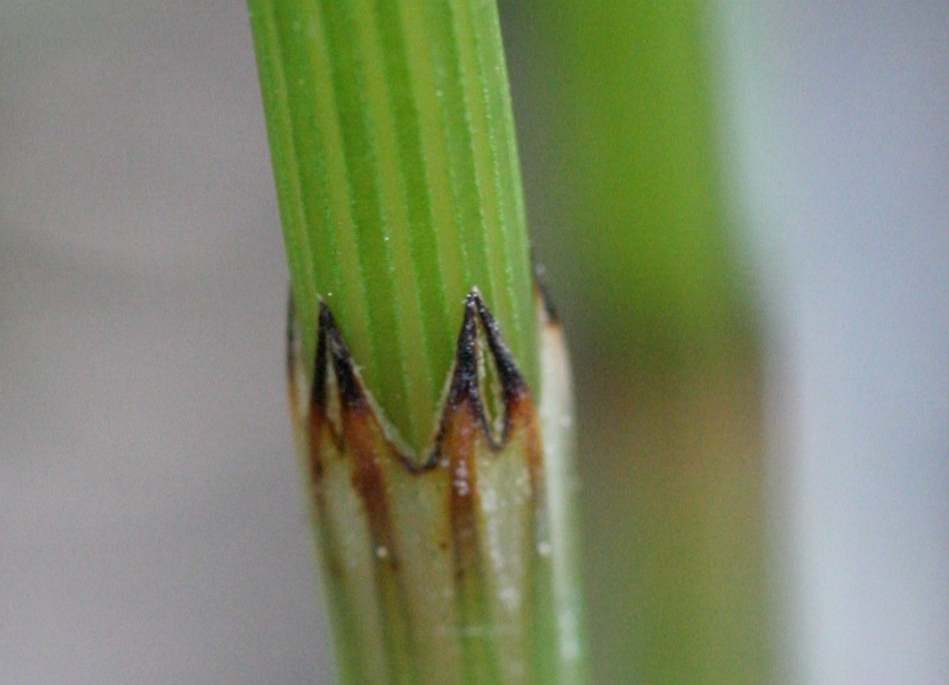
Foglie di un fusto sterile Località : Le Laste, Limana (BL), 661 m s.l.m. - 18/05/2009

Le foglie (in questo caso chiamate più precisamente microfille) sono situate in corrispondenza dei nodi del fusto. Sono erette e appressate al fusto stesso. Sono concresciute le une alle altre (formano una specie di collaretto lobato o guaina attorno al fusto) e non sono differenziate in picciolo e lamina fogliare; le loro dimensioni sono tali per cui ricoprono meno della metà dell'internodo. La forma è lanceolata, squamiforme con un unico nervo dorsale e apice acuminato di colore bruno. Sono presenti al massimo una dozzina di denti (8 - 12) e relative foglie saldate nella parte basale. 

### Apparato riproduttivo

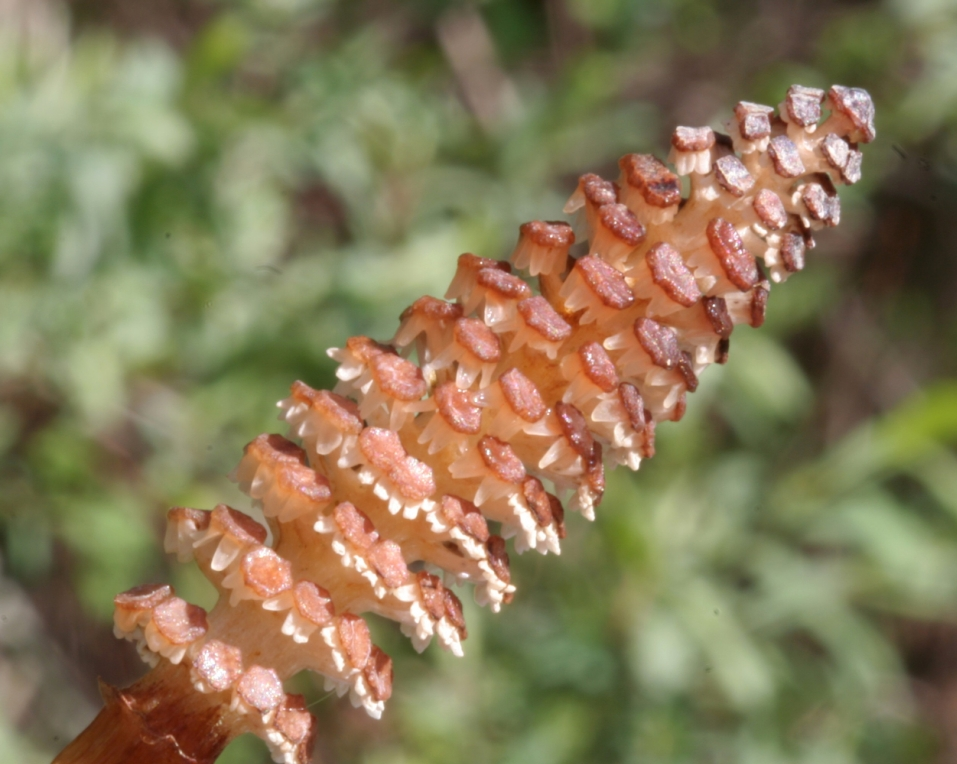
Strobilo Località : Le Laste, Limana (BL), 661 m s.l.m. - 22/04/2009
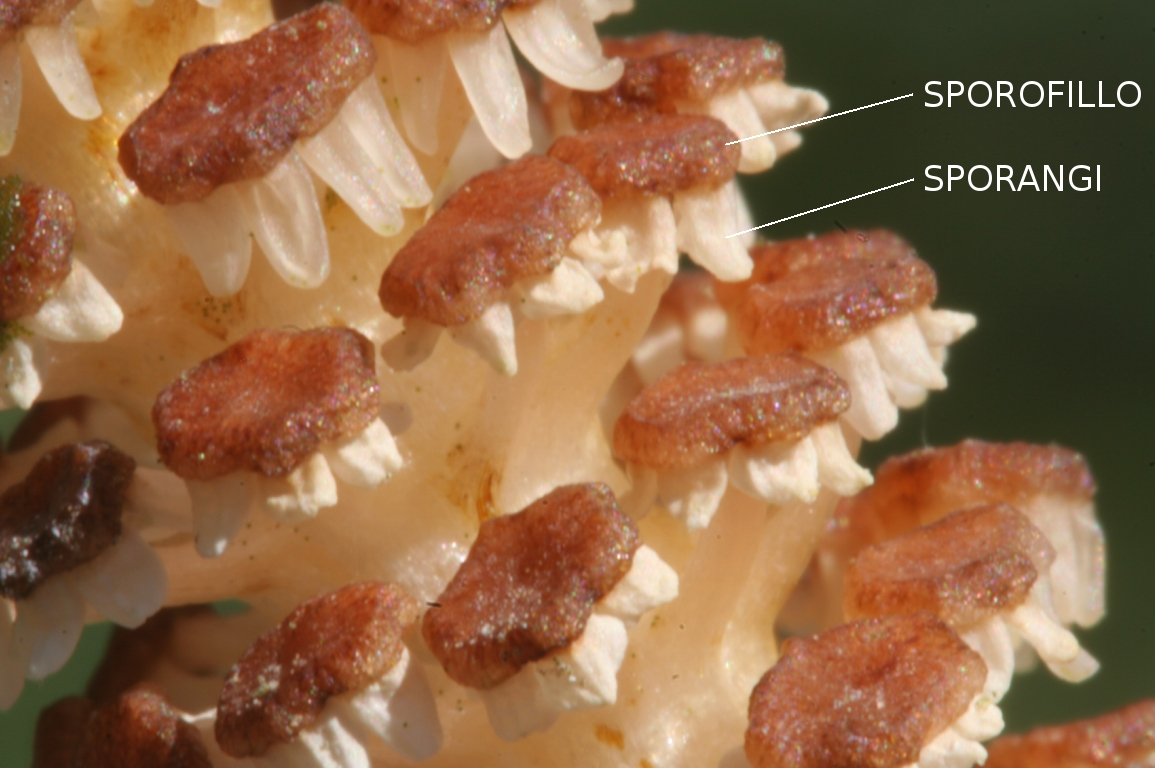
Sporofilli e sporangi Località : Le Laste, Limana (BL), 661 m s.l.m. - 22/04/2009
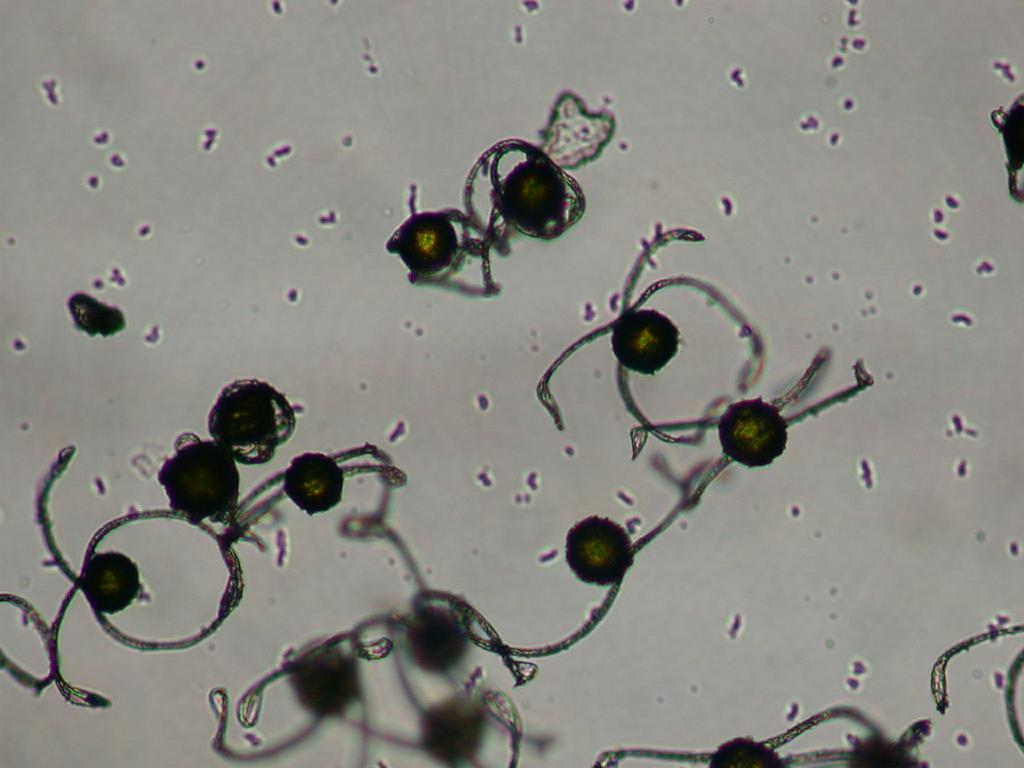
Spore con elateri

- Strobilo: l'apparato riproduttivo è posto nello strobilo, struttura apicale ai fusti fertili. Lo strobilo è ricoperto quasi completamente dai sporofilli a forma di foglia peltata, ossia un corto peduncolo è inserito al centro della pagina inferiore di questa foglia modificata, mentre la parte opposta del peduncolo  si collega all'asse centrale del fusto e quindi allo strobilo. La forma della foglia è irregolarmente esagonale. Tutto intorno all'estremità inferiore della foglia sono inseriti da 5 a 12 sporangi (i contenitori delle spore). Questi si aprono a maturità attraverso una fessura longitudinale.
- Spore: le spore sono del tipo isospore ossia sono tutte uguali (indifferenziate sessualmente); la loro superficie è stratificata in quattro livelli sovrapposti. Il più importante di tutti è il primo livello (quello più esterno chiamato esosporio) che lacerandosi lascia libere quattro appendici chiamate "apteri" (simili agli “elateri” delle Epatiche)  che hanno la funzione di far muovere la spora essendo dotate di movimenti igroscopici (utili nel processo di disseminazione). Spore che in seguito secondo le condizioni ambientali produrranno un protallo maschile o femminile, dal quale poi, tramite la fecondazione di una oosfera da parte di un “spermatozoide” (o gamete maschile cigliato), potrà finalmente svilupparsi il nuovo sporofito (ossia altri fusti di “equiseto”)[2].
- Periodo di maturazione: per gli strobili lo sviluppo avviene tra febbraio – marzo, mentre le spore raggiungono la maturazione nel periodo di marzo-aprile. Mentre in maggio si sviluppano i fusti sterili (quelli fertili sono già secchi).

## Distribuzione e habitat
- Geoelemento: il tipo corologico (area di origine) è Circumboreale, ma anche Eurasiatico – Nord Americano
- Diffusione: è comune nei luoghi umidi dell'Europa e dell'Asia, mentre in Italia è comune su tutto il territorio compreso tutto l'arco alpino.
- Habitat: l'appellativo arvense denota la sua presenza in habitat campestri, ed effettivamente non è infrequente trovarlo su terreni incolti umidi o lungo i fossi; ma anche lungo le scarpate, ambienti ruderali, e terreni sabbiosi e argillosi. Il substrato preferito è sia calcareo che siliceo, con terreno a pH neutro, medi valori nutrizionali e medi valori di umidità.
- Diffusione altitudinale: sui rilievi queste piante si possono trovare fino a 2000 m s.l.m.; frequentano quindi i seguenti piani vegetazionali: collinare, montano e subalpino.

## Fitosociologia
Dal punto di vista fitosociologico la specie di questa scheda appartiene alla seguente comunità vegetale: 
Formazione: comunità perenni nitrofile
Classe: Agropyretea intermedii-repentis
Ordine: Agropyretalia intermedii-repentis
Alleanza: Convolvulo-Agropyrion repentis

## Usi

### Fitoterapia
l'equiseto è un'erba officinale e un'erba medicinale.
- Analisi chimica: acido silicico (fino al 15%), glucoside delle saponine (equisetonina), flavonoidi, piccole quantità di alcaloidi, resine e acidi organici (anche acido ascorbico), sostanze amare e altre sostanze minerali (sali di potassio, alluminio e manganese)[2].
- Parti usate: a scopi fitoterapici, si usa il fusto sterile (raccolto in estate), che viene essiccato, triturato e polverizzato. Si trova in commercio anche la parte aerea essiccata e sminuzzata, per preparare infusi e decotti.

L'equiseto può avere proprietà antiemorragiche, cicatrizzanti, emostatiche, diuretiche, astringenti, antitubercolari, ma soprattutto remineralizzanti: studi clinici hanno dimostrato che l'assunzione di equiseto in polvere abbrevia sensibilmente il tempo di guarigione delle fratture ossee. Sembra comunque che abbia anche una certa tossicità specialmente nel bestiame (probabilmente l'elevata quantità di membrane silicizzate possono causare lesioni e quindi infezioni nel tubo intestinale degli erbivori).

### Cucina
In passato, presso le famiglie contadine, i germogli venivano occasionalmente impanati e fritti o conditi con aceto. Può essere aggiunto a zuppe o minestroni come integratore di sali minerali. Ancora oggi nel Giappone gli strobili sono bolliti, salati e lasciati macerare in aceto insieme ad una salsa locale;  mentre le parti basali della pianta sono lessate e mangiate da alcune tribù indiane del Messico.
Il sapore della pianta è simile a quello del fieno.

### Altri usi
L'acido silicico presente negli equiseti (“erba dello stagno”) veniva sfruttato nella lucidatura di oggetti in legno o metallo strofinandoli con i fusti. L'operazione risultava pratica anche per la forma e l'elasticità dei fusti stessi, sicché erano sovente adoperati anche per la pulizia dell'interno di vasi e bottiglie. Anticamente queste piante macerate si usavano come fertilizzante (sono abbastanza ricche di minerali), ma anche per combattere la ruggine.

Gli antichi romani utilizzavano l'Equiseto come sostituto del sapone (vedi il sapone degli antichi romani) e anche oggi in cosmetica entra negli ingredienti delle creme antirughe, perché sembra che rallenti l'invecchiamento della pelle. Ha inoltre proprietà anticellulitiche.

## Altre notizie
L'Equisetum arvense è una pianta molto antica; si pensa che sia comparsa circa 300 milioni di anni fa. I resti fossili di alcune specie dell'ordine delle Equisetales indicano che erano piante diffuse già alla fine dal Devoniano (395 – 345 milioni di anni fa).
In certe zone è considerata pianta infestante.

## Galleria d'immagini

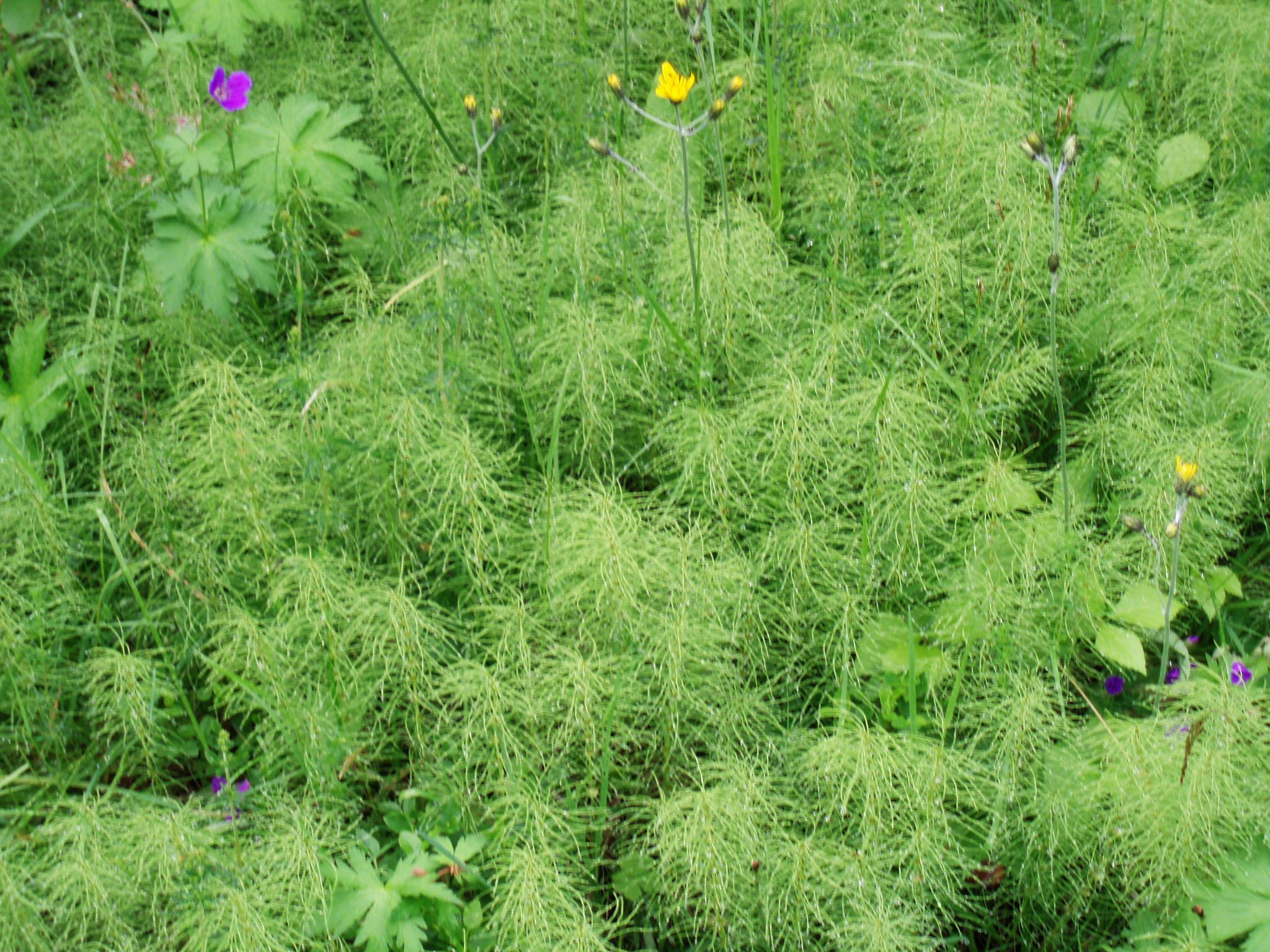
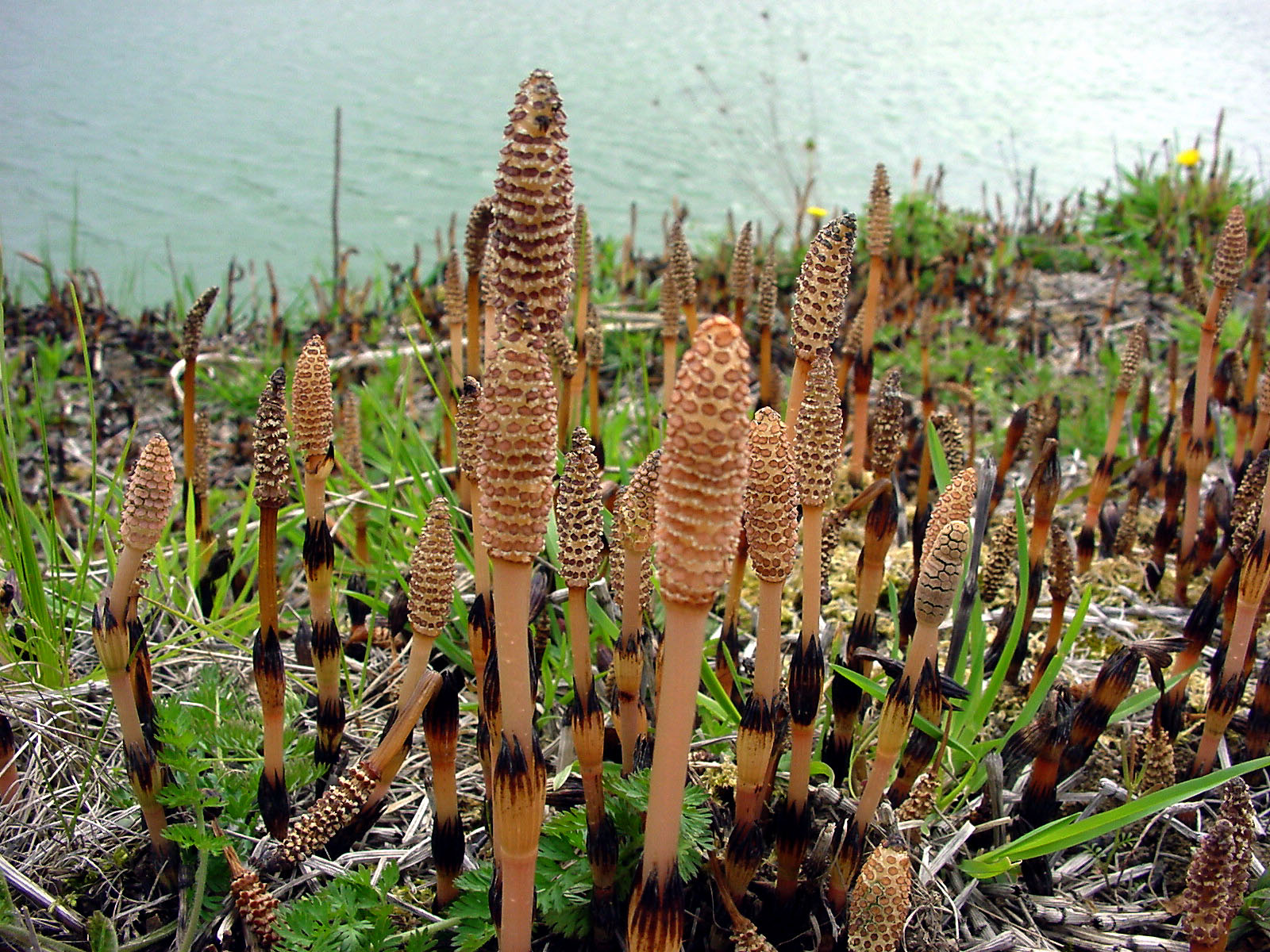
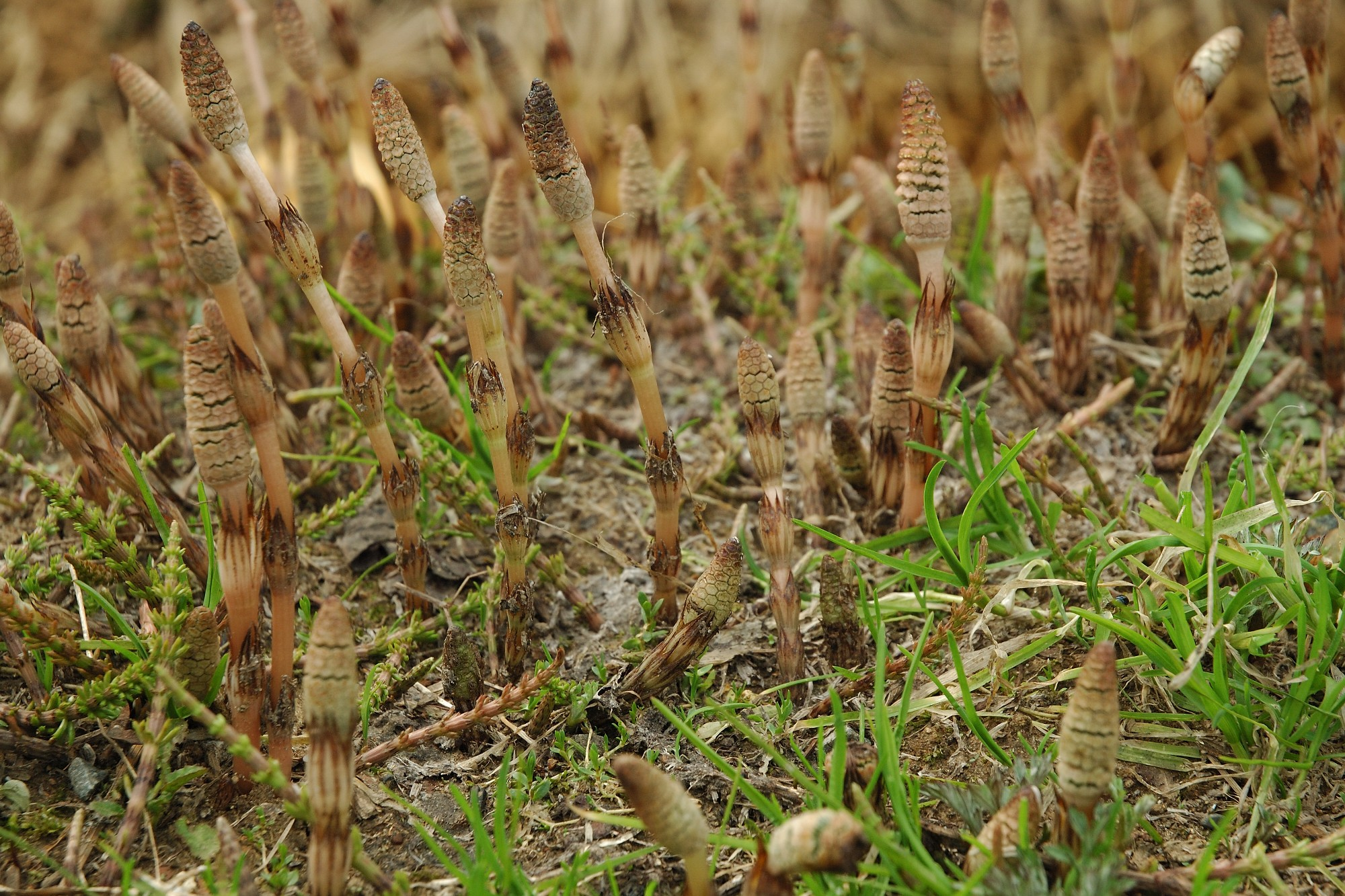
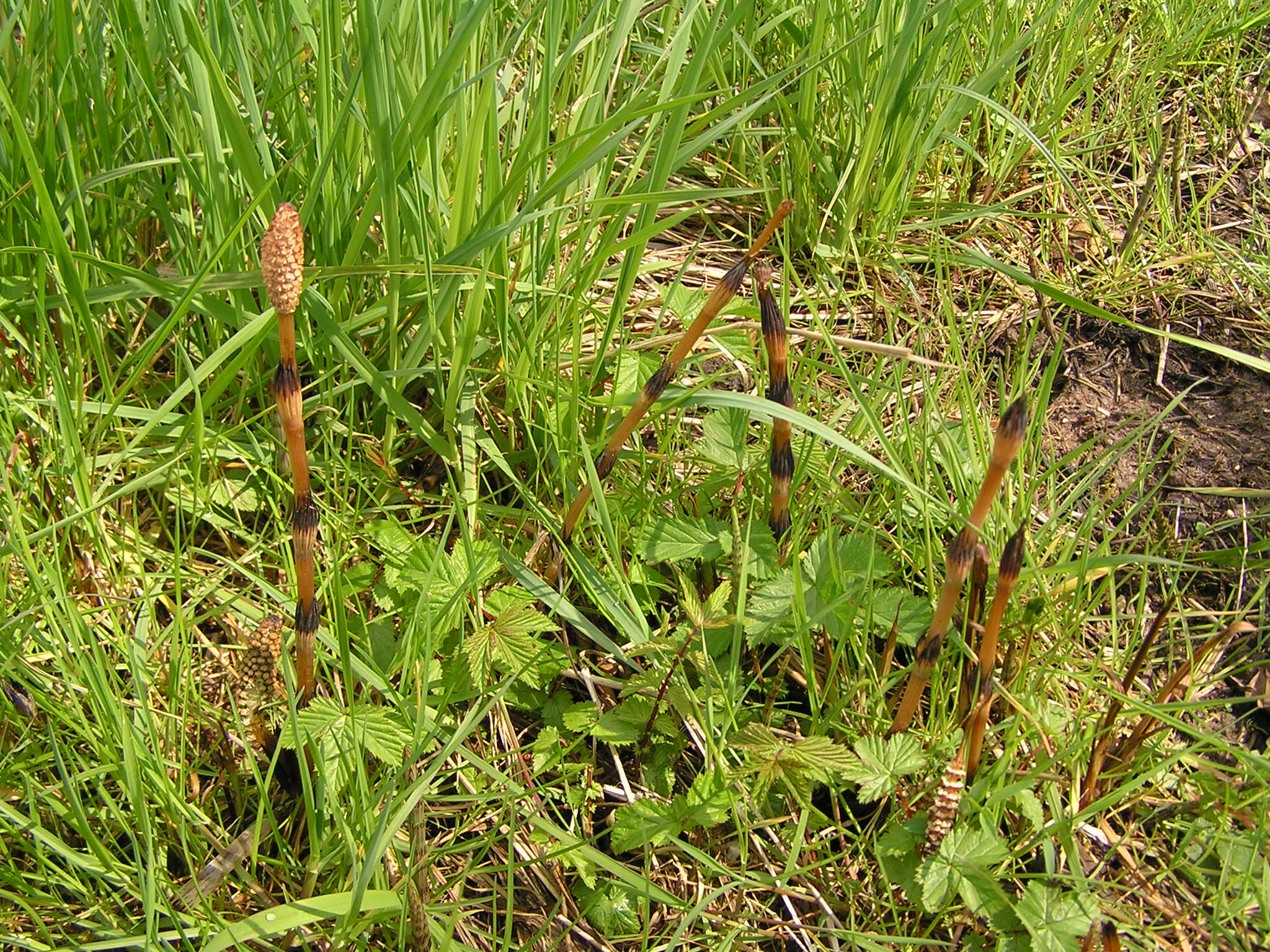